# Esther-Mirjam Sent
Esther-Mirjam Sent (Doesburg, 1967. március 9. vagy 1967 –) a holland munkáspárt elnöke.

## Élete
Sent 1979 és 1985 között a rozendaali Rhedens Líceumba járt, 1985 és 1989 között pedig az Amszterdami Egyetemen tanult közgazdaságtant.
1994-ben a kaliforniai Stanford Egyetemen szerzett PhD fokozatot közgazdaságtanból a Nobel-díjas Kenneth Arrow felügyelete alatt.
2011 és 2021 között a szenátus tagja volt.
2021. október 7-én lemondott a szenátus tagságáról, mert úgy találta, hogy a tagság összeegyeztethetetlen a pártelnökséggel.

## Fordítás
- Ez a szócikk részben vagy egészben  az   Esther-Mirjam Sent című holland Wikipédia-szócikk fordításán alapul.  Az eredeti cikk szerkesztőit annak laptörténete sorolja fel. Ez a jelzés csupán a megfogalmazás eredetét és a szerzői jogokat jelzi, nem szolgál a cikkben szereplő információk forrásmegjelöléseként.